# Montserrat Duch i Plana
Montserrat Duch i Plana (Tarragona, 29 de juny de 1959) és una historiadora, professora universitària i política catalana, diputada al Parlament de Catalunya (1995-2003) i senadora al Senat espanyol (2001-2003) pel Partit dels Socialistes de Catalunya (PSC), així com catedràtica d'Història contemporània de la Universitat Rovira i Virgili (URV). Des del 2005 és directora de la Col·lecció Atenea d'estudis de dones, gènere i feminismes, i des del 2010 és coordinadora del grup de recerca reconegut per la Generalitat de Catalunya ISOCAC (Ideologies i Societat a la Catalunya Contemporània).

## Biografia
Va néixer a Tarragona el 29 de juny de 1959, tot i que és natural de Constantí (Tarragonès). Va estudiar Geografia i Història a la Universitat de Barcelona (1981, conclosa amb una tesina sobre el Feminisme a Catalunya) i posteriorment es doctorà en Història el 1987 a la mateixa universitat amb la tesi "El Camp de Tarragona durant la 2a República: 1931-1936". La carrera docent la inicià a l'Escola Social de Tarragona (1987-1989), passant després a impartir docència a l'Escola Universitària de Graduat Social de Tarragona (1989-1992), aleshores vinculada a la Universitat de Barcelona. I finalment, amb la creació de la Universitat Rovira i Virgili estigué vinculada primer a la Facultat de Ciències Jurídiques (1993-1994) fins que esdevingué professora titular de l'àrea d'Història Contemporània al Departament d'Història i Història de l'Art. D'ençà el 2011 n'és catedràtica. Durant aquesta darrera etapa, ocupà importants càrrecs de gestió, com ara la direcció de l'Escola de Postgrau i doctorat de la URV entre el 2006 i 2008 i el vicerectorat de Postgrau i Relacions Internacionals de la URV entre 2008 i 2010.
Així mateix, fou fundadora de la biblioteca-hemeroteca Municipal de Tarragona (1983-1987) i també impulsora i presidenta de la Fundació d'Estudis Socials i Nacionals Josep Recasens Mercadé (Reus) entre 1996 i 2006.
Paral·lelament a la seva carrera universitària, mantingué una intensa carrera política. Fou militant de la Federació Espanyola de Treballadors de l'Ensenyament de la Unió General de Treballadors i secretària d'universitats del PSC, partit on milità entre el 1981 i el 2010. Fou regidora de Constantí a les eleccions municipals de 1983, diputada a les eleccions al Parlament de Catalunya de 1995 i 1999 i senadora designada per la Comunitat autònoma el 2001-2003.

## Recerca històrica
Vinculada des dels seus inicis com a investigadora a la història social i política de la Catalunya del s. XX amb la seva tesi El Camp de Tarragona durant la 2ª República (1931-1936), va assumir el rol de coordinadora -arran del traspàs del Dr. Pere Anguera Nolla- del grup de recerca reconegut per la Generalitat de Catalunya Ideologies i Societat a la Catalunya contemporània (ISOCAC). Ha impulsat diversos projectes de recerca finançats pel Ministerio de Economía y Competitividad des d'on ha conreat la història social del s. XX en les seves vessants catalanes, espanyoles i europees, en especial les polítiques de memòria, els usos públics de la historia i la història de les dones. Com a resultat ha publicat una quinzena de llibres, ha dirigit cinc tesis doctorals i ha participat en més d'una trentena de congressos de la seva especialitat a Catalunya, Espanya, Itàlia, La República Txeca, Gran Bretanya, França, Àustria i Mèxic. També ha fet estades docents a Polònia, Itàlia i Brasil.
Finalment, manca destacar que és membre del consell de redacció de les revistes Historia del Presente, Ayer i Recerques i és membre i vicepresidenta de la Asociación de Historia Contemporánea.

## Obra seleccionada[calcitació]
- 1994. República, reforma i crisi: el Camp de Tarragona (1931-1936).
- 2005. Dones Públiques. Política i gènere a l'Espanya del segle xx.
- 2006. Viure de la terra: història i memòria del Sindicat Agrícola de Constantí (1905-2005).
- 2008. Los gobiernos de la Generalitat. De Macià a Maragall. (autoria compartida amb Pere Anguera)
- 2008. La Segona República Espanyola (edició).
- 2009. Micaela Chalmeta.
- 2009. De súbdites a ciutadanes. Dones a Tarragona, 1939-1982. (autoria compartida amb Meritxell Ferré)
- 2011. República, dictadura i democràcia. Història de Tarragona, Volum V. (autoria compartida amb Tomas Carot)
- 2012. Quimeres. Sociabilitats i memòries col·lectives a la Catalunya del segle xx.
- 2012. Història de Tarragona. 6 volums. (Direcció)
- 2013. El gènere de la polis: La trajectòria de les dones en el catalanisme polític. (coordinació)
- 2014. ¿Una ecología de las memorias colectivas? La transición española a la democracia revisada.
- 2014. Historia de la sociabilidad contemporánea. Del asociacionismo a las redes sociales. (autoria compartida amb Ramon Arnabat)
- 2015. Sociabilidades en la Historia. (edició compartida amb Santiago Castillo)
- 2015. Sociabilitats a la Catalunya contemporània. (edició amb Ramon Arnabat i Xavier Ferré).
- 2017. Exilio catalán en México: Dos miradas (autoria compartida amb Angélica Peregrina)
- 2017. Polítiques memorials, fronteres i turisme de memòria (coordinació amb Ramon Arnabat)
- 2018. "La Quiebra de la ciudadanía: supervivencia y represión de género en la Cataluña del primer franquismo" a EGIDO, Ángeles; MONTES Jorge J: Mujer, franquismo y represión. Una deuda histórica. p. 253-270
- 2018. Els ateneus a Catalunya. Sociabilitat i catalanisme popular (edició compartida amb Joaquim Nadal)[6]
- 2019. "¿Qué violencia pudo detener esa ilusión? Maestras catalanas excluidas en 1940" a ORTEGA, Teresa María; AGUADO, Ana; Hernández, Elena: Mujeres, Dones, Mulleres, Emakumeak. Estudios sobre la historia de las mujeres y del género. p. 181-199